# Dúlháza
Dúlháza (szlovákul: Dulovo) község Szlovákiában, a Besztercebányai kerületben, a Rimaszombati járásban.

## Fekvése
Rimaszombattól 12 km-re keletre, a Balog patak bal partján fekszik.

## Története
1455-ben említik először.
Vályi András szerint: "DULHÁZA. Magyar falu Gömör Vármegyében, földes Ura Farkasfalvi Farkas Urak, lakosai katolikusok, és reformátusok, fekszik Balog vize mellett, Újfaluval által ellenben, Gömörtöl két, Rimaszombathoz egy mértföldnyire Panyinak szomszédságában, határja gabonát bőven terem, piatzozása egy, és több mértföldnyire, legelője szoross, de még is marháikat a’ határban legeltethetik, mind a’ kétféle fája van, káposztás földgyei, gyümöltsös kertyei jók, malma helyben, és kendert áztató vize is alkalmatos, második Osztálybéli."
Fényes Elek szerint: "Dulháza, Gömör v. magyar falu, Rima-Szécshez északra 1 1/2 órányira, a Balogh mellett: 35 kath., 114 ref. lak. Földe termékeny; sok gyümölcsöt és hires dohányt terem. F. u. a Farkas nemzetség. Ut. p. Tornalja."
Gömör-Kishont vármegye monográfiája szerint: "Dúlháza, balogvölgyi magyar kisközség, 37 házzal és 187 ev. ref. vallású lakossal. Temploma nincs. Hajdan puszta volt és Bárcziházához tartozott, míg ma Bárcziháza puszta tartozik Dúlházához. 1414-ben a Bárczy család az ura, 1464-ben, a mikor Alsokysfalud néven is ismeretes, a Jánosfalviak bírják. Később, 1487-ben a Fügedy család, utána az Abaffyak, majd a Farkas, Kriston és a Lovass családnak is vannak itten részei. Jelenleg Farkas Ábrahám orsz. képviselőnek van itt nagyobb birtoka és úrilaka, melyet néhai Farkas Miklós építtetett. Dúlháza lakosai a mult században híres dohánytermelők voltak. Postája Felsőbátka, távírója és vasúti állomása Rimaszécs. Bárcziházán kívül még ide tartoznak Bárczigaz és Újpuszták is."
A trianoni békeszerződésig területe Gömör-Kishont vármegye Feledi járásához tartozott. 1938 és 1944 között újra Magyarország része volt.

## Népessége
| Év:            | 1994. | 2004.    | 2014.   | 2024.    |
| -------------- | ----- | -------- | ------- | -------- |
| Emberek száma: | 166   | 204      | 216     | 272      |
| Eltérés:       |       | +22,89 % | +5,88 % | +25,92 % |

| Év:            | 2023. | 2024.   |
| -------------- | ----- | ------- |
| Emberek száma: | 271   | 272     |
| Eltérés:       |       | +0,36 % |

1910-ben 210-en, túlnyomórészt magyarok lakták.
2001-ben 201 lakosából 131 cigány és 60 magyar.
2011-ben 205 lakosából 118 cigány, 61 magyar és 13 szlovák.

## Híres emberek
- Itt született 1834. október 22-én Izsó Kálmán színész.